# Un soir de bombe
Pour plus de détails, voir Fiche technique et Distribution.
Un soir de bombe est un film français réalisé par Maurice Cammage et sorti en 1935.

## Synopsis
Menacé par des gangsters qui veulent lui extorquer un million de francs, le banquier parisien Baudry-Duclin abandonne son épouse et son domicile pour se réfugier chez sa sœur à Toulon. Alertée, la police croit l'avoir retrouvé à la morgue, où vient d'être transporté un homme qui a été ramassé inanimé sur la voie publique, et que l'on a cru mort. En fait, il s'agit du clochard Basu, parfait sosie du banquier, et en parfaite santé.
Reconduit à "son" domicile, Basu se lasse de répéter à tout le monde que l'on se méprend sur son identité. Il finit par se glisser dans la peau du banquier, et mène une vie à l'abri du besoin jusqu'au jour où les gangsters l'enlèvent dans l'espoir d'obtenir enfin le paiement du million de francs qu'ils avaient exigé. Mais la police les localise, et libère Basu. Celui-ci demande et obtient la libération de certains de ses geôliers auxquels il doit d'être encore en vie car le chef de la bande voulait l'éliminer, et il décide de les héberger dans "son" hôtel particulier, qu'il transforme d'ailleurs en pouponnière.
A Toulon, le vrai banquier Baudry-Duclin ne comprend rien aux mésaventures qui lui seraient arrivées à Paris selon la presse nationale. Pour en avoir le cœur net, il regagne la capitale. Son épouse, qui s'était accommodée des excentricités de Basu, et qui ne demande qu'à vivre en paix avec son amant, décide de se débarrasser de l'importun en le faisant interner. Ayant découvert ce projet, Basu s'empresse de s'éclipser, et retourne à sa vie antérieure, misérable mais sereine. Quant au banquier, il finira ses jours dans un hôpital psychiatrique.

## Fiche technique
- Titre : Un soir de bombe
- Réalisation : Maurice Cammage
- Scénario : Jacques Daniel-Norman
- Photographie : Maurice Forster
- Musique : Vincent Scotto
- Production : Jean Séfert
- Pays d'origine :  France
- Format : Noir et blanc  - Son mono - 1,37:1
- Genre : comédie dramatique
- Durée : 85 minutes
- Dates de sortie :  
  - France : 13 décembre 1935

## Chansons
Plusieurs chansons  sont entendues dans le film .
La dernière étant :
Quand li petits Negros, berceuse . Paroles de Géo Koger et Maurice Cammage. Chant et piano (1936)
Paris : Salabert , 1936j
«Quant li petits négro
I boit du bon lolo
Ça lui  fait bien plaisir
Mais ça ne le fait pas blanchir »
Le mot négro est aujourd’hui péjoratif, et cette dernière chanson serait considérée de nos jours comme raciste.

## Distribution
- Pierre Larquey : Baudry-Duclin / Basu
- Alice Field : Hélène
- Suzanne Dehelly : Emma
- Gaston Dupray : un policier
- Georges Péclet : José
- Sinoël : le docteur
- Albert Brouett : le docteur
- Jacques Varennes : Paulo
- Georges Bever : un policier
- Maurice Marceau
- René Lacourt
- Albert Malbert
- Fransined
- Jean Dunot : Dédé
- Gaby Basset : Lily
- Jean Brochard : le commissaire
- Madeleine Guitty : Madeleine
- Myno Burney : la femme de chambre
- André Roanne : Henry
- Fernand René : Azur
- Raymond Blot
- Charles Rigoulot : Petit Louis